# 鳴川渓谷 (大分県)
鳴川渓谷（なるかわけいこく）は、大分県国東市の安岐川中流にある渓谷である。 
安岐川は、国東半島の主峰である両子山の南東斜面を流れ、大分空港近くで伊予灘に流れ込む。鳴川渓谷は、その中流域、安岐ダムの下流に位置しており、延長2.0kmにわたって滝、瀬、淵などの変化に富んだ景観が続く。 

## 交通
- JR九州日豊本線杵築駅から車で20分[1]